# Хастон, Джок
Джеймс «Джок» Ричи Хастон (англ. James «Jock» Ritchie Haston, 1913—1986) — британский политик, генеральный секретарь Революционной коммунистической партии (1944—1949).

## Биография
Служил в торговом флоте, где стал членом Коммунистической партии Великобритании. В конце 1930-х годов перешёл к троцкизму, в 1937 году был одним из основателей Рабочей международной лиги, с 1944 года возглавлял Революционную коммунистическую партию. В 1949 году присоединился к «The Club», откуда ушёл в феврале следующего года. Затем до конца жизни оставался членом Лейбористской партии, став лектором Национального совета трудовых колледжей, после чего директором по образованию Союза электротехники, электроники, телекоммуникаций и сантехники (EEPTU).